# Đặc khu (Việt Nam)
Đặc khu là một đơn vị hành chính cấp cơ sở của Việt Nam hiện nay, cùng cấp với xã và phường. Đặc khu là đơn vị hành chính hải đảo thuộc tỉnh hay thành phố trực thuộc trung ương.
Tính đến ngày 1 tháng 7 năm 2025, Việt Nam có 13 đặc khu.

## Quy định trong luật pháp
Trong Hiến pháp 2013, Chương IX: Chính quyền địa phương, Khoản 1 Điều 110 có viết:

Các đơn vị hành chính của nước Cộng hòa xã hội chủ nghĩa Việt Nam được phân định như sau:
1. Nước chia thành tỉnh, thành phố trực thuộc trung ương;
2. Tỉnh thành chia thành: huyện, thị xã và thành phố thuộc tỉnh; thành phố trực thuộc trung ương chia thành quận, huyện, thị xã và đơn vị hành chính tương đương;
3. Huyện chia thành xã, thị trấn; thị xã và thành phố trực thuộc tỉnh, thành phố chia thành phường và xã; quận chia thành phường.
4. Đơn vị hành chính - kinh tế đặc biệt do Quốc hội thành lập.

Trong Luật Tổ chức chính quyền địa phương 2015 (sửa đổi, bổ sung 2019), quy định tại Điều 2: Đơn vị hành chính, Chương I: Những quy định chung:

Các đơn vị hành chính của nước Cộng hòa xã hội chủ nghĩa Việt Nam gồm có:
1. Tỉnh, thành phố trực thuộc trung ương (sau đây gọi chung là cấp tỉnh);
2. Huyện, quận, thị xã, thành phố thuộc tỉnh, thành phố thuộc thành phố trực thuộc trung ương (sau đây gọi chung là cấp huyện);
3. Xã, phường, thị trấn (sau đây gọi chung là cấp xã);
4. Đơn vị hành chính - kinh tế đặc biệt.

Ngày 16 tháng 6 năm 2025, Quốc hội ban hành Nghị quyết số 203/2025/QH15 về việc Sửa đổi, bổ sung một số điều của Hiến pháp nước Cộng hòa xã hội chủ nghĩa Việt Nam (nghị quyết có hiệu lực từ ngày 1 tháng 7 năm 2025). Theo đó:

Sửa đổi, bổ sung Điều 110 như sau:
1. Các đơn vị hành chính của nước Cộng hòa xã hội chủ nghĩa Việt Nam được tổ chức thành hai cấp, gồm tỉnh, thành phố trực thuộc trung ương và các đơn vị hành chính dưới tỉnh, thành phố trực thuộc trung ương do luật định;
2. Đơn vị hành chính - kinh tế đặc biệt do Quốc hội thành lập;
3. Việc thành lập, giải thể, nhập, chia, điều chỉnh địa giới đơn vị hành chính phải lấy ý kiến Nhân dân địa phương và theo trình tự, thủ tục do Quốc hội quy định. 
Sửa đổi, bổ sung Điều 111 như sau:
1. Chính quyền địa phương được tổ chức ở các đơn vị hành chính của nước Cộng hòa xã hội chủ nghĩa Việt Nam;
2. Cấp chính quyền địa phương gồm có Hội đồng nhân dân và Ủy ban nhân dân được tổ chức ở đơn vị hành chính phù hợp với đặc điểm nông thôn, đô thị, hải đảo do Quốc hội quy định;
3. Chính quyền địa phương ở đơn vị hành chính - kinh tế đặc biệt do Quốc hội quy định khi thành lập đơn vị hành chính - kinh tế đặc biệt đó.

## Danh sách đặc khu tại Việt Nam
| STT | Đặc khu      | Trực thuộc tỉnh, thành phố | Diện tích (km²) | Dân số (người) | Mật độ dân số (người/km²) | Thành lập |         |            |        |        |    |           |
| --- | ------------ | -------------------------- | --------------- | -------------- | ------------------------- | --------- | ------- | ---------- | ------ | ------ | -- | --------- |
| STT | Đặc khu      | 1                          | Diện tích (km²) | Dân số (người) | Mật độ dân số (người/km²) | Thành lập | Vân Đồn | Quảng Ninh | 583,92 | 53.904 | 92 | 16/6/2025 |
| 2   | Cô Tô        | 53,68                      | 7.151           | 133            |                           |           |         | Quảng Ninh |        |        |    | 16/6/2025 |
| 3   | Bạch Long Vĩ | Hải Phòng                  | 1,78            | 686            | 385                       | 16/6/2025 |         |            |        |        |    |           |
| 4   | Cát Hải      | Hải Phòng                  | 286,98          | 71.211         | 248                       | 16/6/2025 |         |            |        |        |    |           |
| 5   | Cồn Cỏ       | Quảng Trị                  | 2,3             | 139            | 60                        | 16/6/2025 |         |            |        |        |    |           |
| 6   | Lý Sơn       | Quảng Ngãi                 | 10,40           | 25.639         | 2.465                     | 16/6/2025 |         |            |        |        |    |           |
| 7   | Hoàng Sa     | Đà Nẵng                    | 0               | 0              | 0                         | 16/6/2025 |         |            |        |        |    |           |
| 8   | Trường Sa    | Khánh Hòa                  | 8,5             | 153            | 18                        | 16/6/2025 |         |            |        |        |    |           |
| 9   | Phú Quý      | Lâm Đồng                   | 18,02           | 32.268         | 1.790                     | 16/6/2025 |         |            |        |        |    |           |
| 10  | Côn Đảo      | Thành phố Hồ Chí Minh      | 75,79           | 6.143          | 81                        | 16/6/2025 |         |            |        |        |    |           |
| 11  | Kiên Hải     | An Giang                   | 24,75           | 23.179         | 936                       | 16/6/2025 |         |            |        |        |    |           |
| 12  | Phú Quốc     | An Giang                   | 575,29          | 157.629        | 273                       | 16/6/2025 |         |            |        |        |    |           |
| 13  | Thổ Châu     | An Giang                   | 13,98           | 1.896          | 135                       | 16/6/2025 |         |            |        |        |    |           |

## Thống kê
- Đặc khu có diện tích lớn nhất hiện nay là đặc khu Vân Đồn thuộc tỉnh Quảng Ninh với diện tích 583.92 km². Đặc khu có diện tích nhỏ nhất hiện nay là đặc khu Bạch Long Vỹ thuộc thành phố Hải Phòng với diện tích 1,8 km².
- Đặc khu có dân số đông nhất hiện nay là đặc khu Phú Quốc thuộc tỉnh An Giang với 157.629 người.
- Đặc khu có mật độ dân số cao nhất hiện nay là đặc khu Lý Sơn thuộc tỉnh Quảng Ngãi với 2.465 người/km².
- Đơn vị hành chính cấp tỉnh có nhiều đặc khu nhất hiện nay là tỉnh An Giang với 3 đặc khu: Phú Quốc, Thổ Châu và Kiên Hải.
- Đặc khu Việt Nam không kiểm soát trên thực tế là đặc khu Hoàng Sa thuộc thành phố Đà Nẵng (hiện do Trung Quốc chiếm đóng). Đặc khu Việt Nam chỉ kiểm soát một phần trên thực tế là đặc khu Trường Sa thuộc tỉnh Khánh Hòa (Việt Nam hiện kiểm soát 21 đảo và bãi đá san hô, phần còn lại bị chiếm đóng bởi các nước Trung Quốc, Đài Loan, Philippines và Malaysia hoặc không bị chiếm đóng bởi nước nào).